# Tetragnatha filum
Tetragnatha filum este o specie de păianjeni din genul Tetragnatha, familia Tetragnathidae, descrisă de Simon, 1907. Conform Catalogue of Life specia Tetragnatha filum nu are subspecii cunoscute.